# Глибокий (Амурська область)
Глибокий (рос. Глубокий) — залізнична станція у Сковородінському районі Амурської області Російської Федерації. Розташоване на території українського історичного та етнічного краю Зелений Клин.
Входить до складу муніципального утворення робітниче селище Уруша. Населення становить 3 особи (2018).

## Історія
З 20 жовтня 1932 року входить до складу новоутвореної Амурської області.
З 1 січня 2006 року входить до складу муніципального утворення робітниче селище Уруша.

## Населення
| 1959 | 2002 | 2010 | 2012 | 2013 | 2014 | 2015 |
| ---- | ---- | ---- | ---- | ---- | ---- | ---- |
| 1216 | ↘13  | ↘7   | ↘5   | →5   | ↘4   | ↘3   |
| 2016 | 2017 | 2018 |      |      |      |      |
| ↘2   | ↗3   | →3   |      |      |      |      |